# Hayden Godfrey
Pour les articles homonymes, voir Godfrey.
Hayden Godfrey, né le 15 décembre 1978 à Hokitika, est un coureur cycliste néo-zélandais. Il se consacre principalement à la piste, où il a remporté plusieurs manches de la coupe du monde en poursuite par équipes avec l'équipe de Nouvelle-Zélande. Il a également obtenu la médaille de bronze de cette discipline aux Jeux du Commonwealth de 2006. En 2008, il est devenu champion du monde de l'omnium à Manchester.

## Palmarès sur piste

### Championnats du monde
- Los Angeles 2005
  - 12e de la poursuite
- Bordeaux 2006
  - 11e du scratch
- Manchester 2008
  -  Champion du monde de l'omnium
  - 9e du scratch
- Pruszków 2009
  - 7e de l'omnium
  - 8e du scratch

### Coupe du monde
- 2003
  - Classement général de la poursuite
  - 1er de la poursuite par équipes à Sydney (avec Heath Blackgrove, Marc Ryan et Lee Vertongen)
  - 2e de la poursuite à Aguascalientes
  - 2e de la poursuite à Sydney
- 2004
  - 2e de la poursuite par équipes à Aguascalientes
- 2004-2005
  - 1er de la poursuite par équipes à Sydney (avec Jason Allen, Gregory Henderson et Marc Ryan)
- 2005-2006
  - 1er de la poursuite par équipes à Manchester (avec Jason Allen, Timothy Gudsell et Marc Ryan)
  - 1er du scratch à Pékin
- 2009-2010
  - 2e du scratch à Pékin

### Jeux du Commonwealth
- Melbourne 2006
  -  Médaille de bronze de la poursuite par équipes

### Championnats d'Océanie
| Édition / Épreuve | Kilomètre |
| 2005              | Argent    |

### Jeux d'Océanie
- 2005
  -  Médaillé d'argent du kilomètre

### Championnats nationaux
- Champion de Nouvelle-Zélande du scratch en 2006

## Palmarès sur route

### Par années
| - 2001 - 1re étape du Tour de Brandebourg - 2e de Le Race - 2002 - 2e du championnat de Nouvelle-Zélande sur route - 3e du championnat de Nouvelle-Zélande du contre-la-montre - 2003 - Quad Cities Criterium - 3e de la Clarendon Cup - 2004 - Prologue de la Sea Otter Classic - 2005 - Champion de Nouvelle-Zélande du criterium - 1re étape du Tour de Vineyards - 1re et 7e étapes du Tour de Wellington - 3e du championnat de Nouvelle-Zélande sur route | - 2006 - 2e du championnat de Nouvelle-Zélande sur route - 3e du championnat de Nouvelle-Zélande du contre-la-montre - 3e du championnat de Nouvelle-Zélande du criterium - 2008 - Prologue, 1re et 3e étapes du Tour de Canterbury - 4e étape du Tour de l'Ohio - 2e étape du Tour de Grandview - 2009 - Champion de Nouvelle-Zélande sur route interclubs - 1re étape du Tour de Vineyards |

### Classements mondiaux
| Année            | 2005 | 2006 | 2007 | 2008 | 2009 | 2010 |
| ---------------- | ---- | ---- | ---- | ---- | ---- | ---- |
| UCI Asia Tour    |      |      |      |      |      | 258e |
| UCI Oceania Tour | 12e  | 56e  | 88e  |      |      | 89e  |